# Médaille K. Y. Lo
La Médaille K. Y. Lo a été établie en 1997 par un groupe d’anciens élèves du professeur K.Y. Lo de l'University of Western Ontario. 
Cette médaille est décernée en son honneur pour rendre hommage à un ingénieur qui s’est distingué par des réalisations importantes en génie au niveau international.
Une médaille est décernée tous les ans par l'Institut canadien des ingénieurs. 

## Lauréats
- 1998 - Victor Milligan
- 1999 - Suzanne Lacasse
- 2000 - M.A.J. Matich
- 2001 - Chack Fan Lee
- 2002 - Serge Lerouiel
- 2003 - Kerry Rowe
- 2004 - Norman Beaulieu
- 2005 - Jacques Locat
- 2006 - Kenneth Petrunik
- 2007 - Peter Buckland
- 2008 - David Irvine-Halliday
- 2009 - Jim Graham
- 2010 - Levente Diósady
- 2011 - Liam Finn
- 2012 - Phillip Simmons
- 2013 - Chul Park
- 2014 - Hussain Mouftah